# Cathédrale Saint-Ignace de Shanghai
Cette  cathédrale n’est pas la seule cathédrale Saint-Ignace.
La cathédrale Saint-Ignace (chinois simplifié : 圣依纳爵主教座堂 ; chinois traditionnel : 聖依納爵主教座堂 ; pinyin : Shèng Yīnàjué Zhǔjiào Zuòtáng), est un édifice religieux catholique sis dans le district de Xujiahui, à Shanghai, en Chine. Construite par les Jésuites au début du XXe siècle, l'église est cathédrale du diocèse de Shanghai. De style néo-gothique elle est également appelée cathédrale de Xujiahui (chinois simplifié : 徐家汇天主教堂 ; chinois traditionnel : 徐家匯天主教堂 ; pinyin : Xújiāhuì tiānzhǔ jiàotáng).

## Histoire
Les plans sont dessinés par l'architecte écossais autodidacte William Macdonnell Mitchell Dowdall, et construite par les jésuites français entre 1905 et 1910 sous la supervision du père François-Xavier Diniz qui avait travaillé dans l'étude de William Dowdall avant 1905.
C'était à l'époque « la plus grande cathédrale d'Extrême-Orient ». Elle peut contenir jusqu'à 2 500 fidèles. En 1966, au début de la Révolution culturelle, les gardes rouges la vandalisèrent, démolissant ses flèches et son plafond et détruisant ses 300 m2 de vitraux. Pendant les dix années suivantes, le bâtiment servit d'entrepôt d'État pour le grain.
En 1978, la cathédrale fut rouverte au culte, et ses flèches ont été restaurées au début des années 1980.
En 1989, la première messe en mandarin (puisque auparavant, elles étaient universellement en latin) y a été célébrée par l'évêque Aloysius Jin Luxian. Thomas Law de Hong Kong, Joseph Zen de Hong Kong (nommé plus tard évêque de Hong Kong et cardinal) et Edward Malatesta, sinologue jésuite de San Francisco, concélébraient.
La restauration du bâtiment se poursuit. En 2002, Wo Ye, artiste natif de Pékin et le père Thomas Lucas,  jésuite de l'université de San Francisco, ont commencé un projet de cinq ans visant à redonner des vitraux à la cathédrale. Les nouveaux vitraux incorporent des personnalités et une iconographie chinoises en vue de l'exposition universelle de Shanghai en 2010.

## Galerie

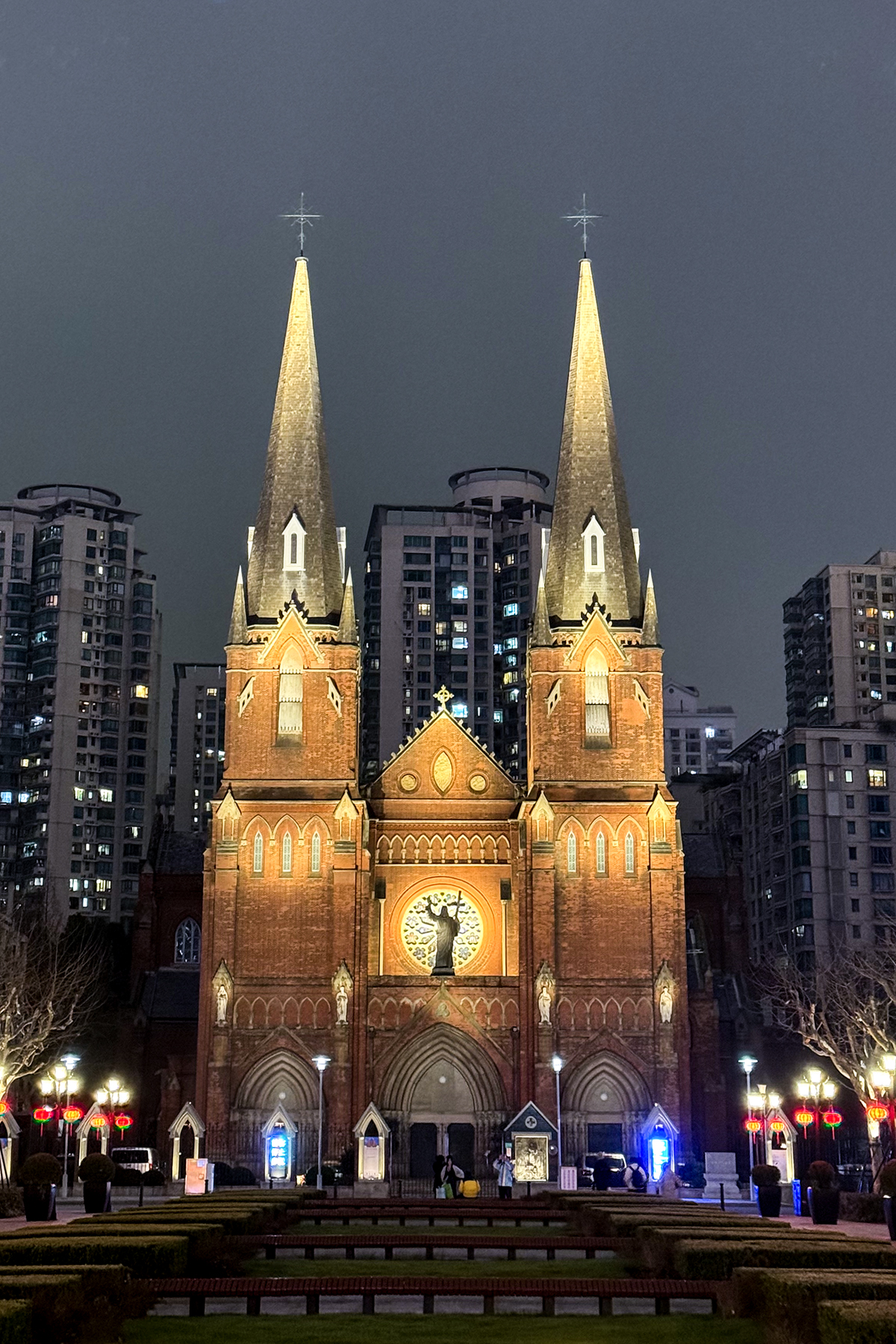
La cathédrale de nuit.
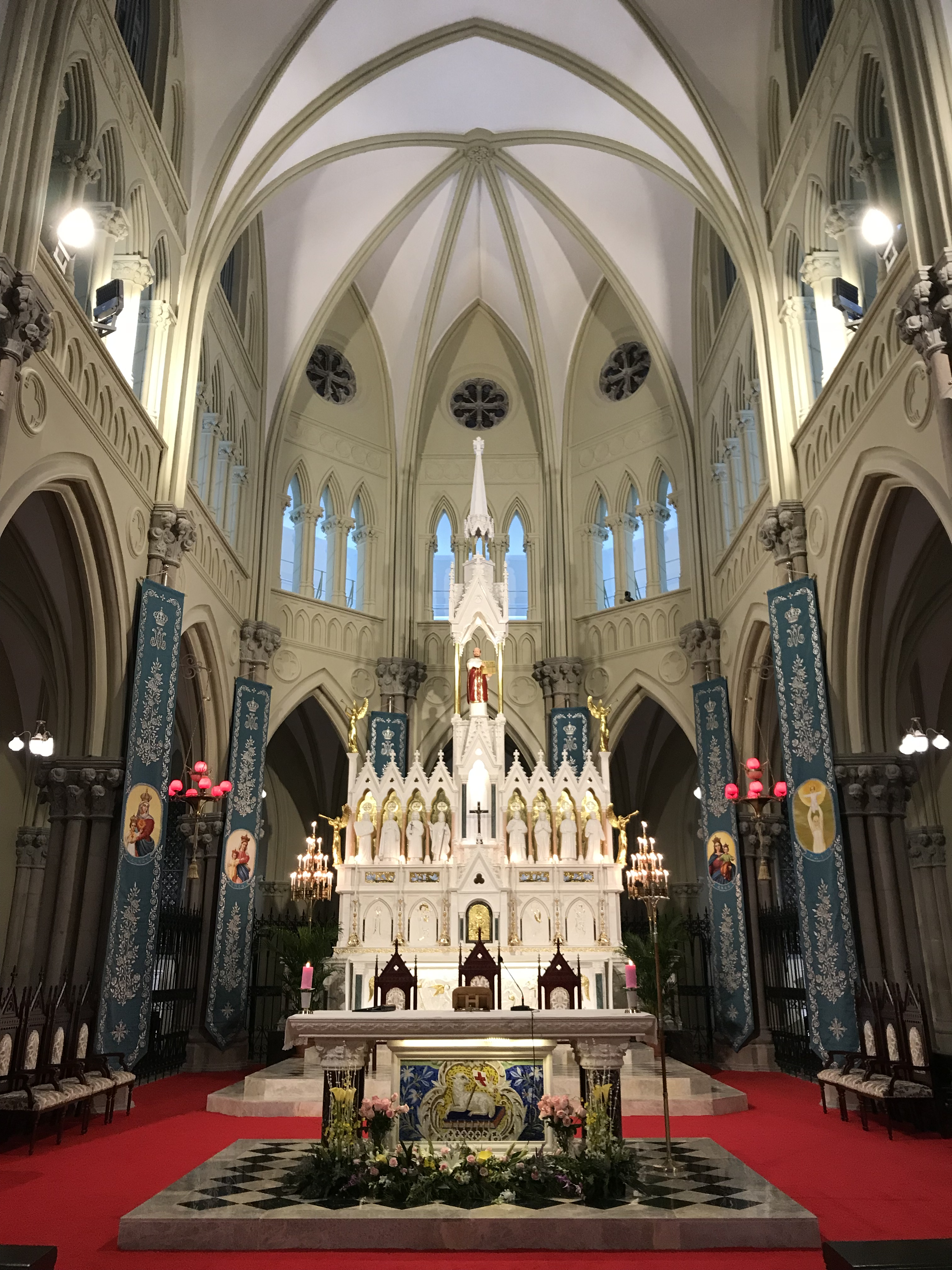
Maître-autel.
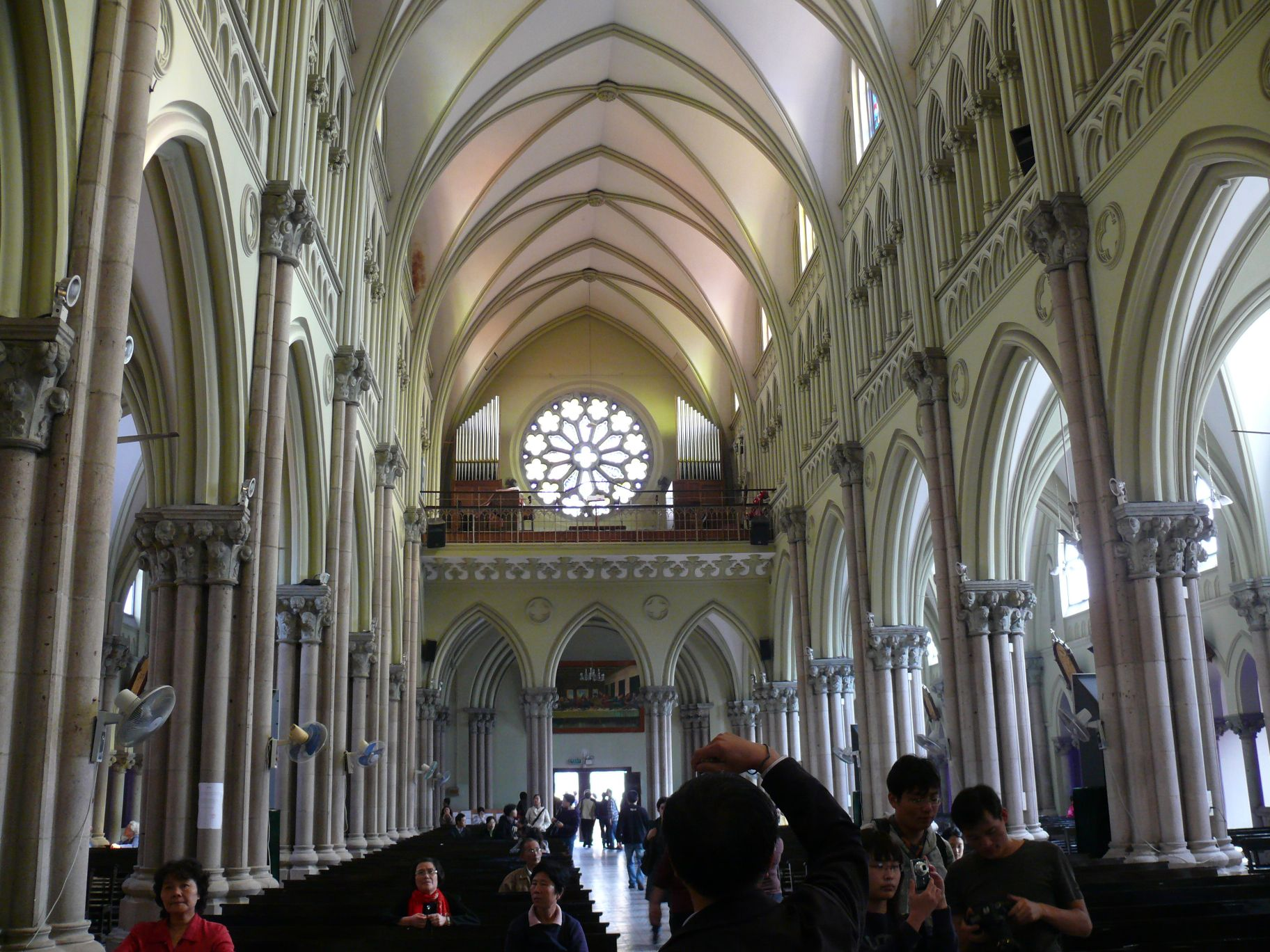
Nef de la cathédrale.
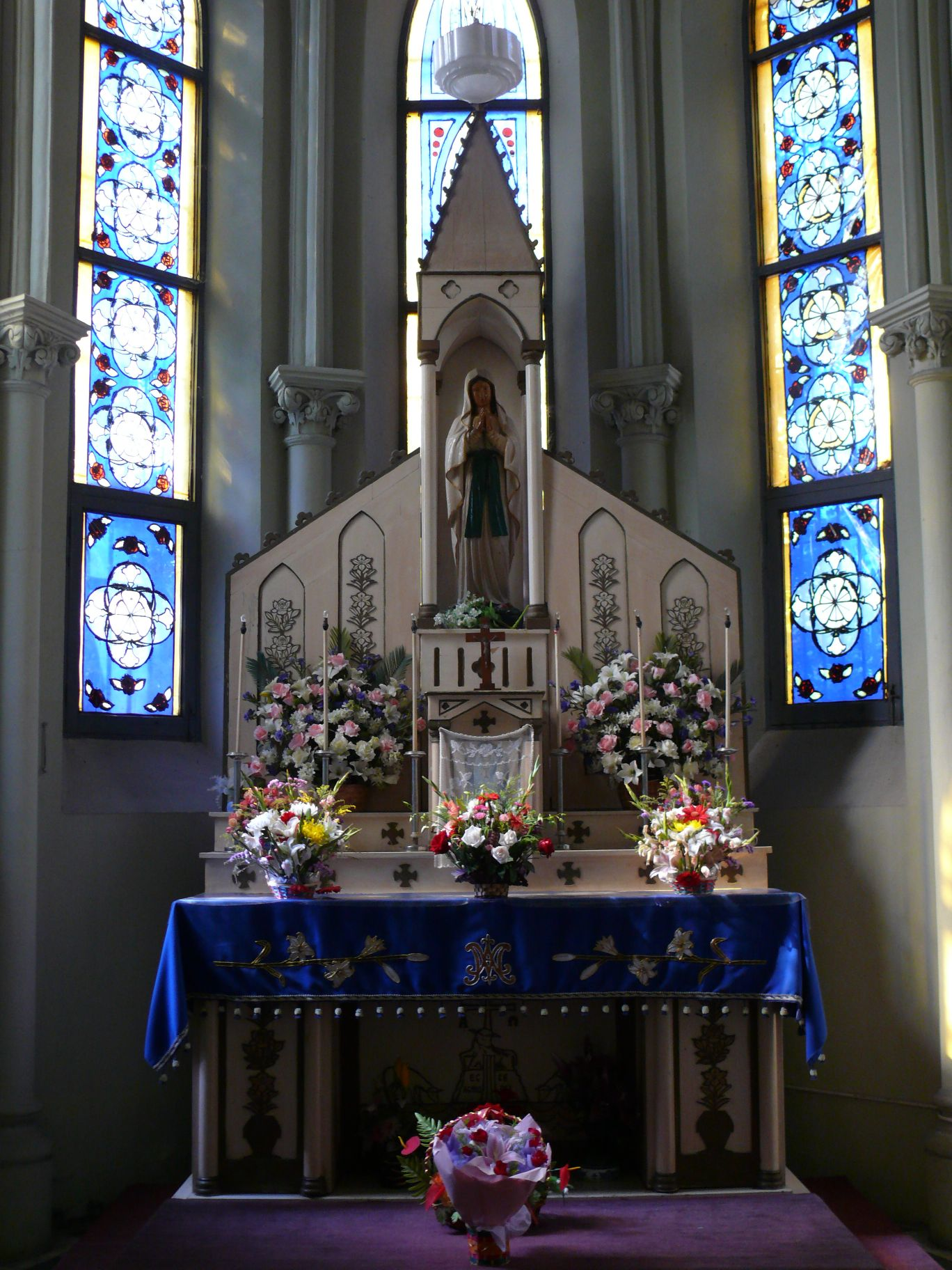
Autel de la Vierge.
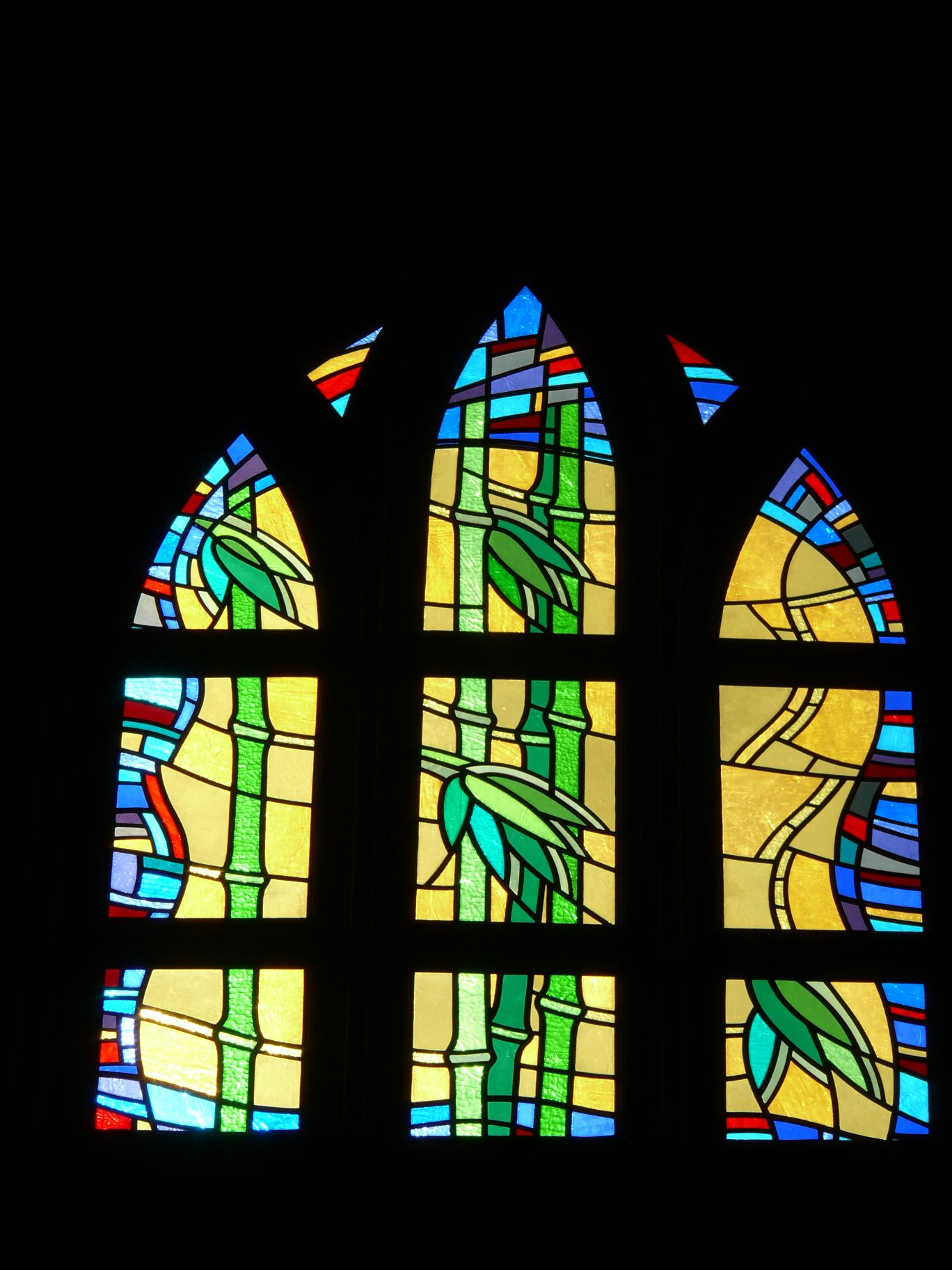
Vitraux montrant des bambous.
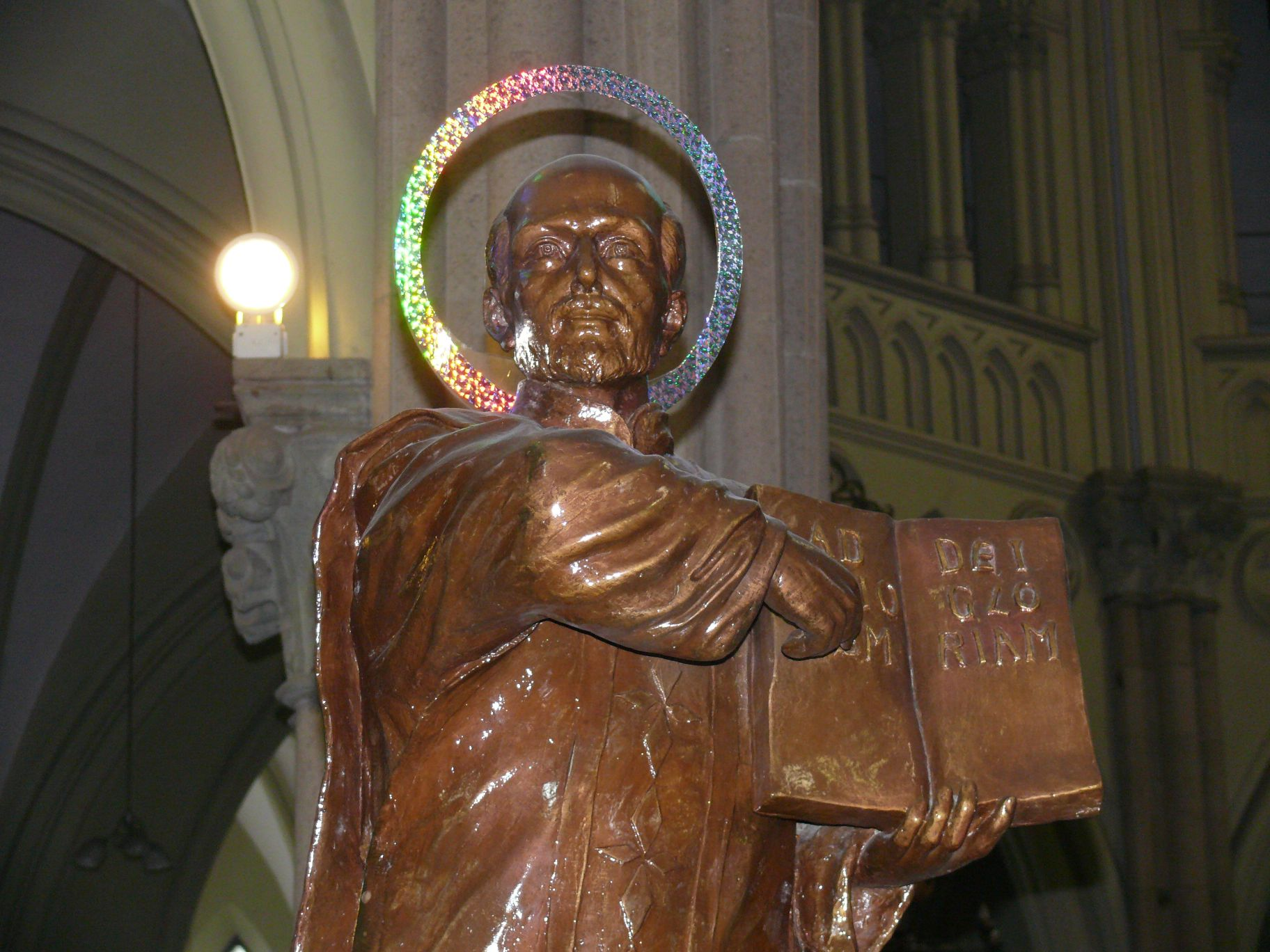
Statue de Saint Ignace de Loyola.

## Célébrations eucharistiques
- Dimanche : 6 h, 7 h 30, 10 h et 18 h
- Semaine : 7 h (vigile du samedi à 18 h) ; observance du premier vendredi : 18 h

## Accès
L'accès peut se faire par la ligne 1 du Métro de Shanghai, station Xujiahui sortie 3.

## Dans les médias
La cathédrale est visible dans la scène d'introduction du film Empire du soleil, de Steven Spielberg, sorti en 1987.